# 中華民國100年度全國羽球團體錦標賽
中華民國全國羽球團體錦標賽，是中華民國國內最高級別的羽毛球團體比賽，每場賽事分別以男子單打、女子單打、男子雙打、女子雙打和混合雙打5個項目依序競賽，採5戰3勝制，先贏3點者勝出。本屆賽事於2011年5月31日-6月7日在彰化縣彰化縣立體育館舉行。

## 項目獎牌榜
以下為各項目的優勝團體名單 ：
| 項目       | 第一名            | 第二名              | 第三名         | 第四名              |
| ---------- | ----------------- | ------------------- | -------------- | ------------------- |
| 男子甲組   | 合作金庫銀行A隊   | 亞柏羽球隊          | 土地銀行A隊    | 合作金庫銀行B隊     |
| 女子甲組   | 合作金庫銀行      | 土地銀行隊          | 台灣電力       | 松山高中            |
| 男子乙組   | 嘉義大學          | 台灣體院A（博明頓） | 嘉義南大       | 台灣體院B（博明頓） |
| 女子乙組   | 臺北市立大同高中A | 臺北市立大同高中B   | 高市新莊       | 育成亞柏育隊        |
| 高中男生組 | 西苑高中A         | 亞柏高雄中學A       | 基隆高中       | 新豐高中A           |
| 國中男生組 | 西苑高中A         | 臺北市立大同高中    | 英明國中A      | 鼎金國中A中         |
| 國中女生組 | 國昌國中A         | 臺北市立大同高中A   | 豐原國中A      | 亞柏北市中山        |
| 國小男生組 | 北市民權國小A     | 台南市崑山國小      | 桃園縣中原國小 | 北市民權國小B       |
| 國小女生組 | 瑞埔國小          | 北市永吉A           | 台中市大鵬國小 | 南投縣敦和國小      |

## 外部連結
- 中華民國羽球協會（页面存档备份，存于）